# قائمة المدن التوأمة في العراق
قائمة المدن التوأمة في العراق، هو الاتفاق بين مدينتين على التعاون في مختلف المجالات والأمور التي تعني التجمعات السكنية المدنية. وهي اتفاقية تعاون بين مدينتين، يوقع عليها عادة صاحب أعلى سلطة في كلا المدينتين، ويقوم فريق من كلا المدينتين بإعداد بنود الاتفاقية.

## بغداد
- القاهرة، مصر[1]

- طهران، إيران[2]
- بيونغ يانغ، كوريا الشمالية[3]
- جدة، السعودية
- دبي، الإمارات العربية المتحدة
- صنعاء، اليمن
- ماساتشوستس، الولايات المتحدة
- دمشق، سوريا

## البصرة
- باكو، أذربيجان[4]
- هيوستن، الولايات المتحدة[5]
- فينيسيا، إيطاليا
- مدينة الكويت[6]
- نيشابور، إيران[7]
- ديترويت، الولايات المتحدة

## كربلاء
- مشهد، إيران
- قم، إيران
- تبريز، إيران [8]
- نيشابور، إيران

## اربيل
- براشوف، رومانيا

## النجف
- مشهد، إيران
- مينيابوليس، الولايات المتحدة[9]
- نجف اباد، إيران